# خلیج عشق

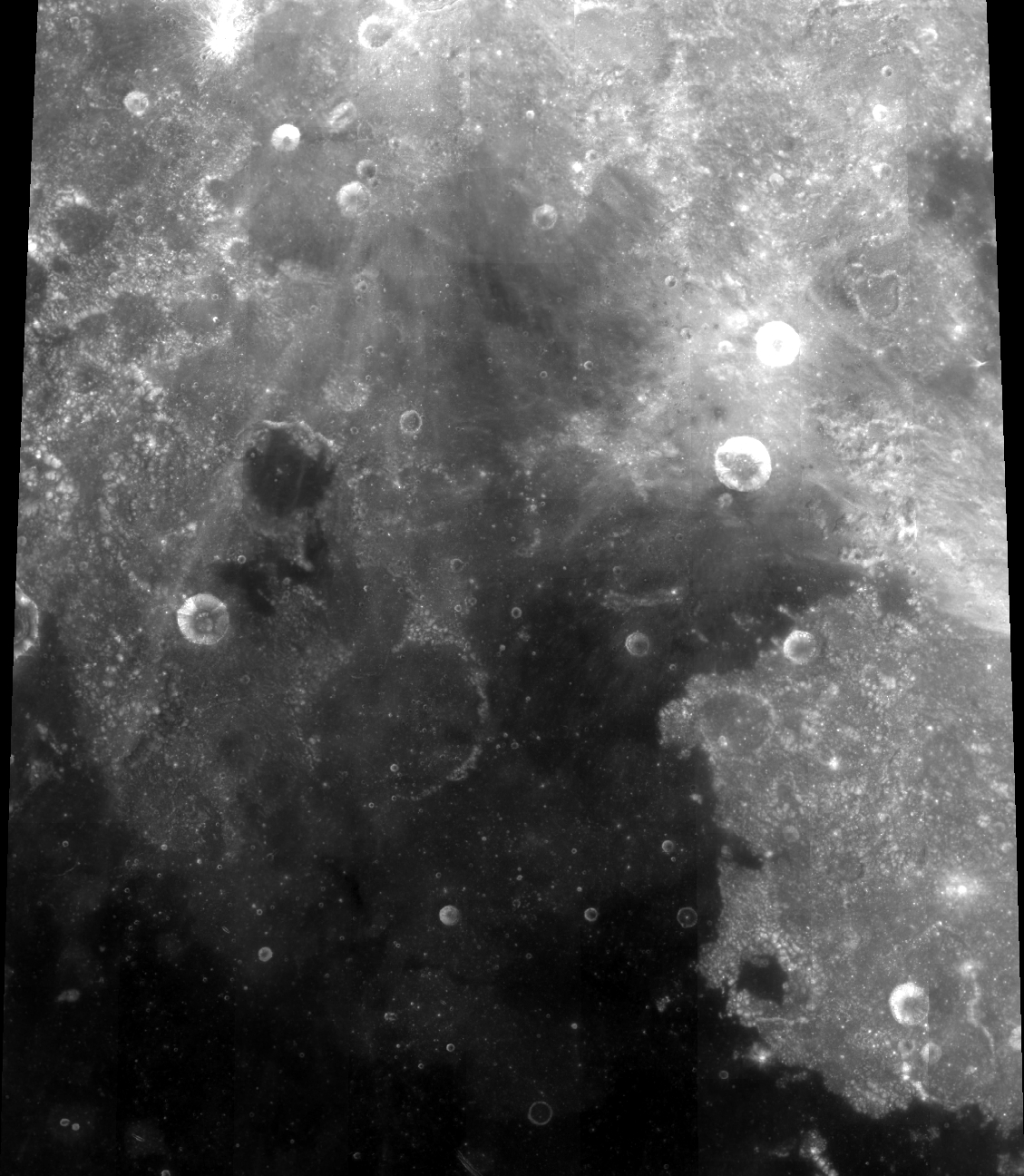
خلیج عشق (در سمت راست و نیمهٔ پایینی تصویر). در میانهٔ سمت راست، دهانه برخوردی کارمایکل می‌درخشد. این نگاره توسط فضاپیمای کلمنتاین برداشته شده‌است.

خلیج عشق (لاتین: Sinus Amoris) از خلیج‌وارهای سطح کره ماه است.
خلیج عشق از منتهی‌الیه شمال شرقی دریای آسایش به سوی شمال امتداد می‌یابد. بیشترین قطر این خلیج ۱۳۰ کیلومتر است و مختصات آن ۱۸٫۱° شمالی و ۳۹٫۱° شرقی است.
در شمال آن قله‌های کوه درهم‌ریختهٔ توروس واقع شده‌اند.
در پایانهٔ جنوبی خلیج عشق یعنی در جایی که این خلیج به سوی دریای آسایش دهان باز می‌کند دهانه برخوردی تئوفراستوس واقع شده‌است. در امتداد پهلوی غربی خلیج، دهانهٔ سیلاب‌زدهٔ مارالدی و کوه مارالدی قرار دارند.
در جبهه شرقی آن، دهانه‌های کارمایکل و هیل جای گرفته‌اند.
به جز چند شیار و برآمدگی پست در بخش مرکزی، این خلیج‌وار ناهمواری‌های چندانی ندارد. در فرورفتگی جنوبی، یعنی جایی که این خلیج‌وار به دریای آسایش می‌پیوندد کوهی به نام کوه اسام واقع شده‌است که ارتفاعی پست در میان چندین تپهٔ کوچک بیش نیست.